# Adrian Vanderstraaten
Adrian Vanderstraaten ist ein österreichischer Stummfilm aus dem Jahre 1919 von Robert Land mit Armin Seydelmann und Alfred Gerasch in der Titelrolle.

## Handlung
Gysprecht de Witt ist geradezu fanatisch in die verheiratete Clarisse Vanderstraaten verliebt. Clarisse zeigt sich jedoch nicht bereit, ihren Mann Cornelius, einen angesehenen Kunstmaler, zu betrügen. Gysprechts Bruder Hendrik ist finanziell notorisch klamm und wendet sich wieder einmal an seinen Bruder, der ihn diesmal jedoch abtropfen lässt. Daraufhin fälscht Hendrik die Unterschrift Gypsrechts auf einen Wechsel, doch Gypsrecht verweigert das Inkasso. In der Zwischenzeit hat Adrian Vanderstraaten, der Sohn von Cornelius, Beatrix de Witt, die Tochter Hendriks, kennen und lieben gelernt. Gysprecht schlägt seinem Bruder vor, dass er Cornelius Vanderstraaten ermorden solle – dafür werde er Hendriks Schulden begleichen. Hendrik, so sein Bruder, könne sich ja nach der Bluttat ins Ausland absetzen. Hendrik lehnt entrüstet ab und geht zu dem alten Vanderstraaten, um diesen vor Gysprechts mörderischen Plan zu informieren. Doch Gypsrecht eilt ihm nach, und in Adrians Arbeitszimmer kommt es zu einer heftigen Auseinandersetzung. Der alte Vanderstraaten regt sich bei dieser Konfrontation derart auf, dass ihn der Schlag trifft. Als Adrian von dem überraschenden Tod seines Vaters erfährt, hat er seine Zweifel, dass es dabei mit rechten Dingen zugegangen ist. Vielmehr glaubt er, dass Gysprecht nachgeholfen hat. Er finden dafür jedoch keine Beweise, und so verlässt der junge Vanderstraaten enttäuscht seine Heimat.
In der Fremde hört Adrian, dass seine verwitwete Mutter doch tatsächlich den fiesen Gysprecht geheiratet hat. Verbittert entscheidet er sich, nie mehr wieder zurückzukehren. Per Zufall trifft Adrian eines Tages in der Fremde auf Hendrik, der sich als Sekretär einer durch die Welt reisenden, reichen Brasilianerin verdingt. Hendrik erzählt ihm von den wahren Umständen, die zum Tode von Adrians Vater geführt hatten und verspricht ihm, sich am Rachefeldzug gegen Gysprecht zu beteiligen. Daraufhin kehrt Adrian doch noch einmal in die Niederlande heim. Gysprecht erhält derweil ein Schreiben, in dem Hendrik diesen in erpresserischer Manier dazu auffordert, ihm 100.000 Kronen zukommen zu lassen. Da Gysprecht nicht über diese Summe verfügt, ist er dazu gezwungen, seinen vermögenden Stiefsohn Adrian darum zu bitten. Adrian Vanderstraaten lässt Gysprecht daraufhin einen weiteren Brief Hendriks lesen, der eindeutig Gyprechts Schuld an Cornelius Vanderstraatens Tod belegt. Um seiner Mutter den Schock zu ersparen, wen sie da eigentlich geheiratet hatte, beschließt Adrian, Clarisse die Wahrheit über Gysprechts wahren Charakter zu ersparen. Gysprecht aber erkennt, dass er am Ende ist und bringt sich an dem Tag, an dem sich Adrian und Beatrix verloben, um.

## Produktionsnotizen
Adrian Vanderstraaten entstand Mitte 1919 in Wien und wurde am 19. Dezember 1919 uraufgeführt. Der Film besaß eine Länge von vier Akten. Die Bauten entwarf O. F. Werndorff.
Mit Ausnahme des Kameramanns Otto Kanturek waren nahezu sämtliche Beteiligte (Land, Gerasch, Seydelmann, Kallina etc.) Filmdebütanten.

## Kritik
„Die Rollen sind durch gehend von Burgschauspielern besetzt. Namen von Klang sind genannt, unter anderem die Damen Anna Kallina und Mia [sic!] Mayen, von den Herrn Gerasch, Frank u.a.m. Besonders muß hervorgehoben werden, dass viele zum erstenmale filmten und dennoch ist die Darstellung eine musterhafte. Allerdings hat die Burgfilm das Glück einen ausgezeichneten Regisseur in Robert Land und einen der besten Operateure zu haben. Es liegt Berliner Schule im Ganzen. Kanturek, der Operateur, hat glänzende Bilder geliefert. (…) Über das Sujet läßt sich nur eines sagen: Glänzend gewählt. Voll Spannung und tiefer Wirkung. Die reiche, von seelischen Motiven stark getragene Handlung gibt allen Gelegenheit, ihr reiches Können zu zeigen.“